# Società di mutuo soccorso

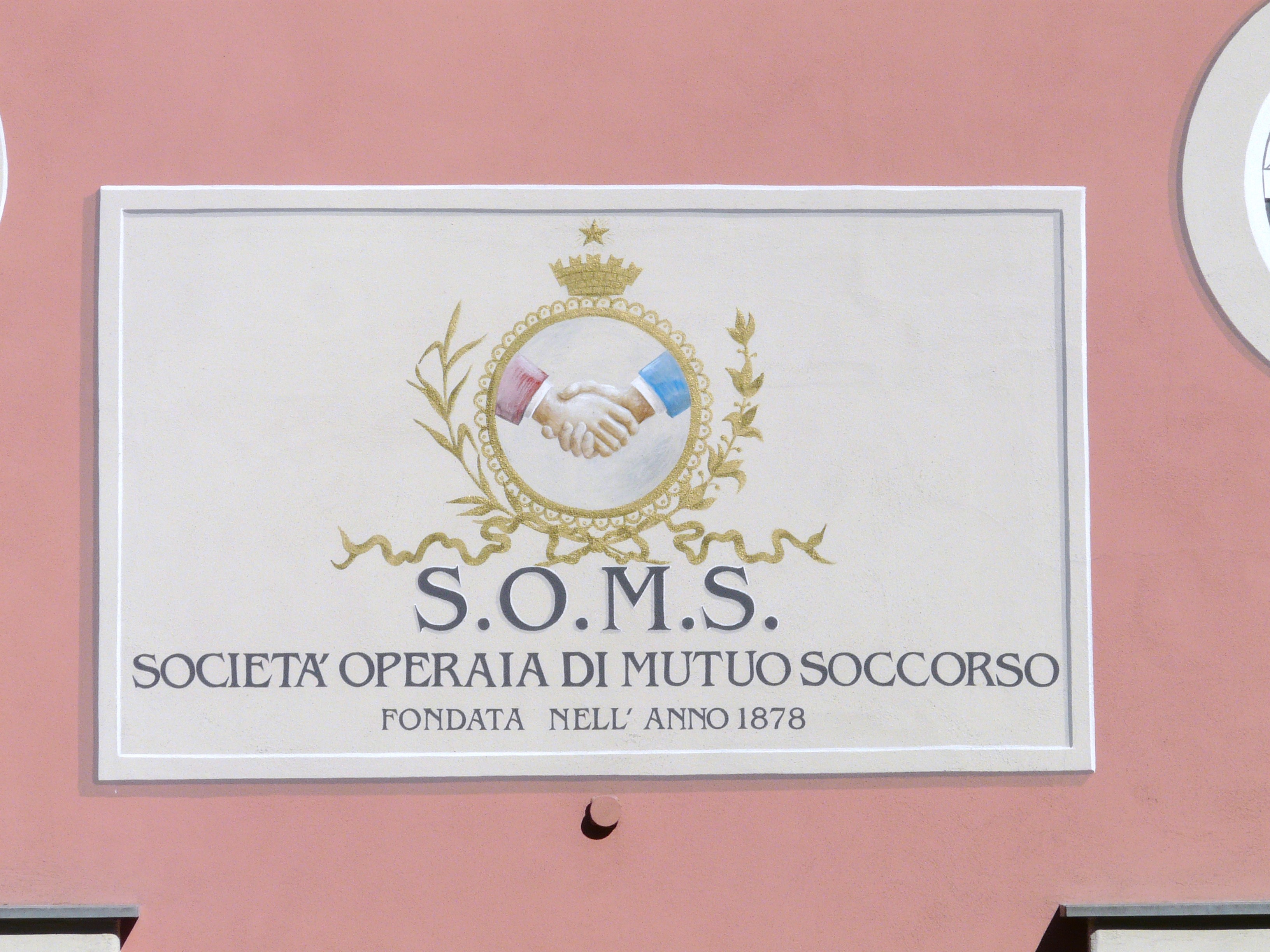
Targa della SOMS sull'esterno della sede ad Arquata Scrivia

Le  Società operaie di mutuo soccorso (SOMS) sono associazioni, nate in Italia intorno alla seconda metà dell'XIX secolo. nel Regno Unito, le affini friendly societies operavano già nella seconda metà del XVIII secolo.
Le forme originarie videro la luce per sopperire alle carenze dello stato sociale ed aiutare così i lavoratori a darsi un primo apparato di difesa, trasferendo il rischio di eventi dannosi (come gli incidenti sul lavoro, la malattia o la perdita del posto di lavoro).

## Storia

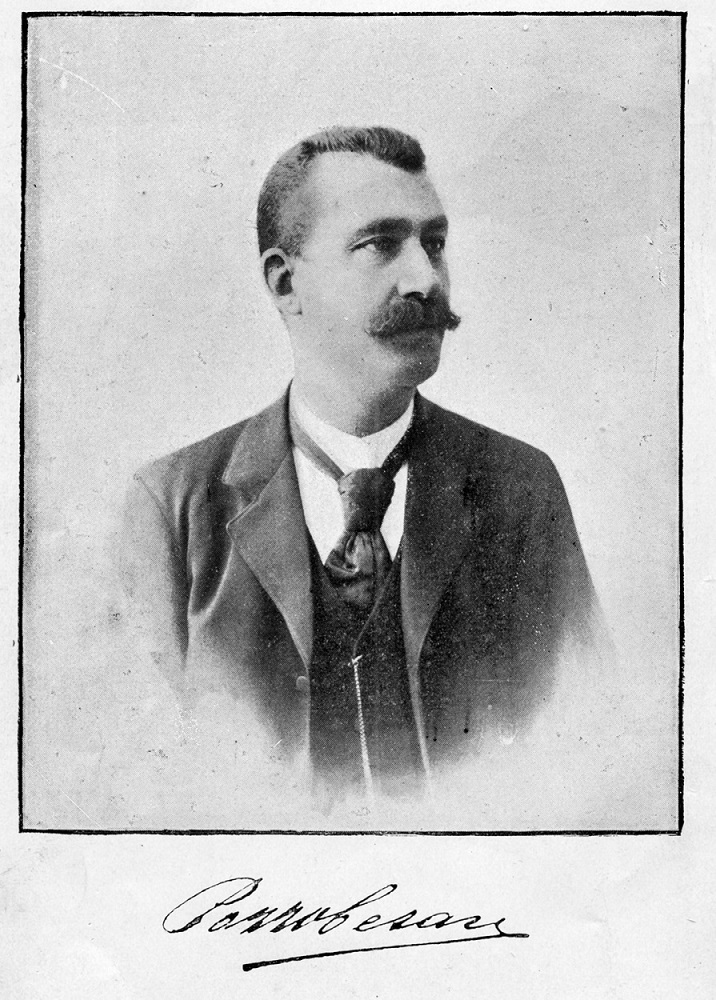
Cesare Pozzo (1835 - 1898), pioniere del mutualismo italiano

Le SOMS nacquero come esperienze di associazionismo e mutualità, coeve alla protoindustria, per rispondere alla necessità di forme di autodifesa del mondo del lavoro. Dopo l'ondata rivoluzionaria del 1848 la loro diffusione subisce un notevole incremento grazie alla concessione di costituzioni liberali negli antichi Stati italiani. Prima di tale data la libertà di associazione era fortemente limitata ed ostacolata dagli ordinamenti nati nel clima poliziesco della Restaurazione. Il funzionamento delle SOMS venne regolato con la legge 15 aprile 1886, nº 3818.

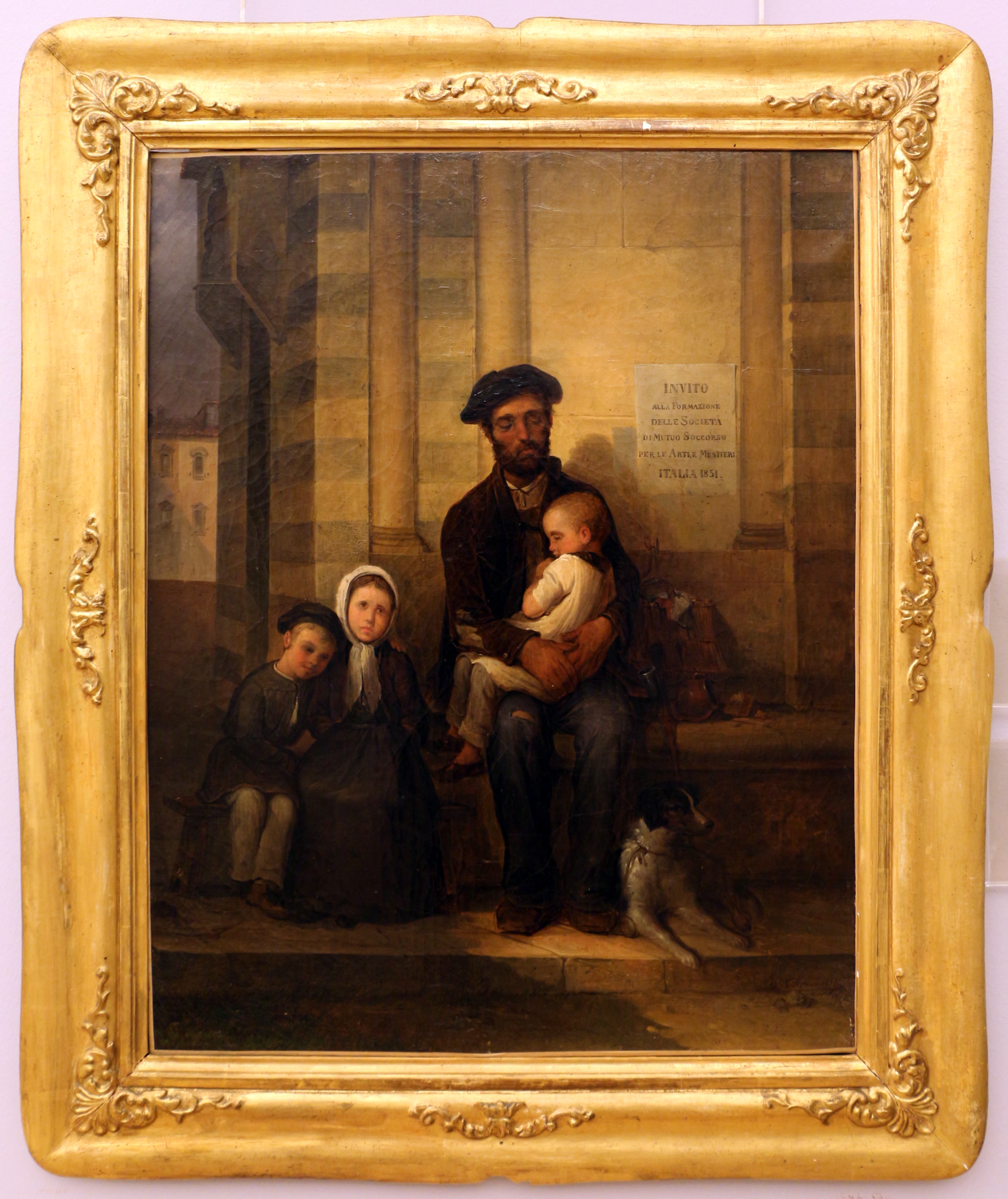
Giuseppe Moricci, L'artigiano cieco e la sua famiglia, 1851

All'epoca della I Internazionale (1864), erano già sorte le prime Società di Mutuo Soccorso o di mutuo appoggio, nate con lo scopo di darsi solidarietà e/o chiedere aiuto ad altri ceti sociali. L'"età d'oro" delle società di mutuo soccorso è nei due decenni tra il 1860 e il 1880. In particolare, nel periodo dal 1871 al 1893, le Società si unirono tra loro nel Patto di fratellanza, di ispirazione mazziniana e saffiana.
Successivamente a questo tipo di esperienza che alcuni (tra i quali Bakunin) consideravano paternalistica, si affiancarono altri tipi di organizzazione di lavoratori che sostituirono alla concezione mutualistica e solidaristica quella sindacale e partitica. Le società di mutuo soccorso continuarono tuttavia ad espandersi sia come numero di associazioni (che toccò il picco di 6722 nel 1894) che di associati (il culmine è nel 1904 con 926.000 soci).
Le società di mutuo soccorso svolgono un grande ruolo agli esordi delle prime organizzazioni sindacali.  Nel 1891 saranno le SOMS a creare la Camera del Lavoro di Torino. A Milano il 2 e il 3 agosto 1891, si radunarono i delegati di 450 Società Operaie di Mutuo Soccorso che decisero di costituire sindacati di categoria riuniti in Camere del Lavoro.

### Il biennio 1898-99
Il 1898 fu in Italia l'anno di una grave crisi politica sfociata in una sommossa in molte città d'Italia, in particolare Milano. La reazione governativa fu particolarmente pesante, furono sciolte molte organizzazioni socialiste e quelle cattoliche facenti capo all'Opera dei congressi Il clima di diffidenza investì anche le società operaie, accusate di svolgere attività sindacale. Gli ambienti più aperti reagirono al clima di pesante controllo da parte del governo presieduto da Luigi Pelloux (che ricopriva anche l'incarico di ministro degli interni) sulle associazioni di carattere sindacale e politico, fondando nuove associazioni che svolgevano compiti di aiuto economico ai piccoli imprenditori. In questo clima nella frazione Ronchi San Bernardo fondarono una Società Agricola operaia. Per ribadire il valore dell'associazionismo ripiegarono su attività sociali che non potevano essere accusate di avere valenza politica.

### Le società agricole-operaie
Il 1898 era anche un anno caratterizzato dalla grande crisi agraria: le zone vinicole erano state devastate dalla filossera e dalla peronospora.  La formula trovata dai settori più progressisti ed illuminati fu quella del rilancio di strutture che assicurassero agli agricoltori la fornitura dei mezzi di produzione (sementi, concimi, macchine agricole) a prezzi calmierati e di buona qualità. Il governo, che non prendeva nessun altro provvedimento a favore del mondo agricolo, dovette tollerare che iniziativa come quella dei piccoli proprietari di Courgnè avevano intrapreso, sotto il modello di fratellanza delle "società operaie" dopo aver chiarito che l'oggetto sarebbe stato il sostegno alla produzione e non attività politica. Pertanto fu chiarito che per essere ammesso come socio, occorreva dimostrare di essere proprietario sia pure di un piccolo appezzamento di terreno agricolo.
L'autorità di polizia aveva provveduto nel maggio 1898 allo scioglimento di molte società di mutuo soccorso, al sequestro del loro patrimonio, e, da una interrogazione parlamentare di Alfredo Bertesi, sappiamo che nel dicembre successivo non era stato dissequestrato.
L'eccezionalità della costituzione della Società Agricola Operaia Ronchi San Bernardo di Courgnè è dato dal fatto che, persino nell'anno seguente, il giornale La Stampa segnalava che le Società operaie venivano chiuse senza che avessero dato alcun pretesto.
Di altro esempio di costituzione di Società Agricola Operaia c'è, l'anno successivo, uno a Trapani
Al fiorire delle iniziative sparse a livello locale corrispose, poi, uno sforzo unificante. Il ruolo di acquisire i mezzi di produzione agricola si spostò a livello provinciale nei Consorzi agrari, coordinati a livello nazionale dalla Federconsorzi: i socialisti vi "rimasero sempre componente minoritaria almeno fino agli anni giolittiani".
Le iniziative locali, quando sopravvissero, ebbero solo la valenza di meri circoli che gestivano il massimo centro di aggregazione delle piccole località rurali:  l'osteria, ma salvando a volte una valenza associativa. La società di Cuorgnè riuscì così a raggiungere i 120 anni, continuando a svolgere attività di carattere sociale e filantropico.

### Il Novecento
Il  5 settembre 1900 nasce la Federazione italiana delle società di mutuo soccorso. L’articolo 1 dello Statuto di allora recitava così: “È costituita la Federazione Italiana delle Società di Mutuo Soccorso al fine di provvedere alla tutela degli interessi delle Società federate e contribuire a migliorare moralmente e materialmente la condizione delle classi lavoratrici a mezzo della previdenza". Fin dalle origini la Federazione fu al fianco del movimento cooperativo e del movimento sindacale, formando un’alleanza allora fondamentale per l’affermazione dei diritti dei lavoratori e della legislazione sociale.
Con decreto prefettizio, la Federazione italiana delle società di mutuo soccorso fu sciolta nel periodo fascista insieme alle SOMS, anch'esse sciolte o incorporate in organizzazioni fasciste. Nel 1948 la Federazione fu ricostituita e assunse la denominazione di Federazione italiana della mutualità (Fim). 

La sede della SOMS di Villa del Foro (Alessandria) durante il periodo fascista

Verso la fine degli anni cinquanta, quando le SOMS ripresero ad espandersi, la società italiana era profondamente cambiata: i lavoratori avevano ottenuto maggiori tutele, erano state introdotte le pensioni ed era stata estesa la protezione nel campo sanitario (almeno per il lavoro dipendente), mentre scarsa era la "copertura" per professionisti e lavoratori autonomi; nei loro confronti si spostò quindi la maggior parte del lavoro svolto dalle SOMS.
A seguito della rinnovata attenzione alle forme di mutualità integrativa al welfare pubblico, dopo il congresso del 1984, la Fim diventò Federazione italiana della mutualità integrativa volontaria (Fimiv). A partire dagli anni 2000 le SOMS hanno poi rivolto la loro attenzione soprattutto verso l'assistenza sanitaria integrativa. Alla fine del 2007 viene costituita la Società Generale di Mutuo Soccorso Basis Assistance che nel 2012 incorpora per fusione prima Mutua 1886 e poi Mutua Sarda, diventando la più grande mutua sanitaria italiana per numero di assistiti.
Il 25 ottobre del 2011 prende forma l'Associazione Nazionale Sanità Integrativa (ANSI) nuova realtà capace di tutelare, aggregare e sostenere le diverse forme mutualistiche operanti in Italia. L'ANSI è frutto dell'unione di 8 tra fondi sanitari e società di mutuo soccorso, tra cui Mutua Basis Assistance, fondo C.A.S.P.I.E., Cassa di Assistenza Basis Assistance, Mutua Unica e Mutua Sarda.
Nel 2015, il Fondo FASV – Fondo di Assistenza Sanitaria Integrativa di Assolombarda – ha approvato il progetto di fusione per incorporazione nella Società Generale di Mutuo Soccorso, Mutua Basis Assistance che diviene effettivo il 1º gennaio del 2016. Nell'aprile del 2017 l'Associazione Nazionale di Sanità Integrativa cambia denominazione sociale, trasformandosi in Associazione Nazionale Sanità Integrativa e Welfare, con l'intento di dare voce a tutte quelle realtà che si affacciano al mondo del welfare aziendale.
Sono oltre 500 le società di mutuo soccorso attualmente aderenti alla Fimiv, collegate direttamente o attraverso i coordinamenti territoriali associati, per complessivi 953.000 tra soci e assistiti, questi ultimi intesi come familiari dei soci e iscritti ai fondi sanitari gestiti in mutualità mediata. Nel 2016 le società di mutuo soccorso della Federazione hanno partecipato all’integrazione dell’assistenza sanitaria pubblica mediante prestazioni e sussidi erogati ai soci e assistiti per un valore di 95 milioni di euro, pari a oltre il 78% dei contributi raccolti. A garanzia della capacità di copertura delle prestazioni, gli accantonamenti complessivamente destinati dalle società di mutuo soccorso a riserva indivisibile ammontano a oltre 100 milioni di euro.
La Fimiv svolge il ruolo di rappresentanza, promozione, sviluppo e difesa delle società di mutuo soccorso e degli enti mutualistici che vi aderiscono, fornendo loro assistenza e servizi di sostegno e organizzando convegni ed eventi pubblici come la Giornata nazionale della Mutualità giunta alla sua IX edizione. Si adopera per la diffusione e la tutela dei principi della mutualità ed esige il rispetto del Codice identitario della mutualità da parte delle sue associate.
La Fimiv aderisce alla Lega nazionale delle cooperative e mutue, al Forum nazionale del Terzo Settore e all’Associazione internazionale della mutualità (Aim). Nel 2001 è stata riconosciuta dal Ministero dell’interno quale Ente nazionale con finalità assistenziali, ai sensi della legge n. 287/1991 e dei decreti del Presidente della Repubblica n. 235/2001 e n. 640/1972.